# San Juan del Puerto
San Juan del Puerto è un comune spagnolo di 8 949 abitanti situato nella provincia di Huelva che appartiene alla comunità autonoma dell'Andalusia (Spagna).

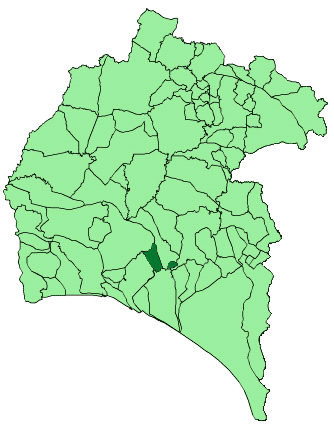
Mappa del comune nella provincia